# Кащенко Василь Васильович
Васи́ль Васи́льович Ка́щенко (1812, село Підгороднє — 15 грудня 1894 року) — український садівник, помолог і лісівник. Понад 50 років працював над культурою садових дерев у своєму родовому маєтку «Приют» у Катеринославській губернії. Один з перших у Російській імперії почав запроваджувати полезахисні лісові насадження і пропагувати цей захід для успішного ведення сільського господарства в степу. Мав нагороди від Імператорського товариства садівництва і Паризької землеробської академії. Друкувався у виданні «Русское садоводство» і у інших спеціалізованних виданнях, окремо видав дві книжки з садівництва.

## Твори
- Двенадцать сортов яблок для садов Екатеринославской губ., предлагаемые, как лучшие. — СПб., 1873.
- Двенадцать яблок моего сада. — СПб., 1875 (2-е видання 1892).